# Ямполье
 Ямполье— деревня  в  Смоленской области России,  в Починковском районе. По состоянию на  2007 год постоянного населения не имеет. Расположена в центральной части области  в 16  км к северо-западу от Починка, в 1,5 км к востоку от автодорогиА141 Орёл — Витебск, на берегу реки Россажа.  Входит в состав Мурыгинского сельского поселения.

## Достопримечательности
Памятники археологии:
- Древнее городище днепро-двинских племен раннего железного века (относится к 1-му тысячелетию до н.э.) на окраине деревни.
- 4 кургана на территории деревни.  Насыпаны древнерусским населением в IX-XI веках.
- Селище на площадке под курганами. Относится к середине 1-го тысячелетия н.э.